# Поліська операція
Поліська операція відбувалася в березні-квітні 1944 року, здійснювалася силами Другого Білоруського фронту із головним завданням розбиття німецьких сил навколо Ковеля. Є складовою частиною Дніпровсько-Карпатської операції.

## Передуючі обставини та планування радянського керівництва
На початку березня 1944 року Радянська армія поновлює наступ на теренах правобережної України проти сил групи армій «Південь».

## Склад сил сторін

### з радянського боку були залучені
- Другий Білоруський фронт (генерал-полковник Павло Курочкін, начальник штабу генерал-лейтенант Володимир Колпакчи
  - 47-а армія (генерал Віталій Полєнов)
  - 70-а армія (генерал Іван Ніколаєв, згодом — Олександр Рижов)
  - 61-а армія (генерал Павло Бєлов)
  - 6-та повітряна армія (генерал Федір Полинін)

Загалом нараховувалося 25 дивізій та 181 літак.

### зі сторони Третього Рейху
з групи армій «Центр»
- 2-га армія (генерал Вальтер Вайс)
  - 7-ма піхотна дивізія (генерал Фріц-Георг фон Раппард)
  - група «Агрікола»
  - група «Хашге»
- група армій «Південь»
  - частина сил 4-ї танкової армії (генерал Ергард Раус)
  - 213-та піхотна дивізія
  - 5-та танкова дивізія СС «Вікінг» (генерал військ СС Герберт Отто Гілле)
  - група СС під керунком Білле
  - група «Гоуф»

У тилу перебували 1-а, 9-а, 12-а, 19-а та 23-тя мадярські дивізії.

## Підготовка до операції
У першій половині березня 1944 року радянські війська намагалися краще облаштувати позиції перед наступом, що готувався, та захоплювали плацдарми на річці Стохід. Другий Білоруський фронт не зміг повністю вигідно зосередити свої війська — на заваді цьому стали вкрай стислі терміни, відведені на підготовку, весняне бездоріжжя та брак розвинутої дорожньої мережі. До початку операції з 25 дивізій на позиціях розгорнутими були тільки 13.
Зі складу 6-ї повітряної армії до 18 березня на вихідні позиції зуміли перебазуватися 85 По-2, 18 Іл-2, 14 Як-9 та 5 Пе-2. На початок проведення операції в залучених частинах налічувалося 149 400 бійців, 3039 гармат, 122 літаки, 120 танків. За рахунок посилення ударних сил на час закінчення — незважаючи на втрати — у частинах, що наступали, налічувалося 197 400 військовиків, 4142 гармати, 191 танк та 181 літак. Проте це нарощування сил не вельми вплинуло на операцію — частини підходили розрізнено та неодночасно вступали у бій.

## Перебіг бойових дій
15 березня 1944-го підрозділи 47-ї та 70-ї армій переходять до наступу наявними силами. 16 березня в наступ переходить 61-а армія. Наступ відбувався в умовах весняного бездоріжжя у лісовій та болотистій місцевості. До 18 березня підрозділи 47-ї армії змогли просунутися вглиб німецької оборони на 30-40 кілометрів та перетнути підступи до Ковеля. До 20 березня 70-та армія змогла просунутися вглиб до 60 кілометрів.
Німецьке військове керівництво, добре розуміючи небезпеку, яку створювало радянське угрупування при заходженні у фланг і тил групи армій «Центр», вжило відповідних заходів. На загрозливий напрямок було перекинуто 1 танкову та 7 піхотних дивізій. Додатково для поліпшення керування військовими формуваннями в напрямку Ковеля 28 березня перекидаються частини 4-ї танкової армії з підпорядкуванням 2-й польовій армії.
Після перекидання в напрямку Ковеля значних додаткових сил, 23 березня німецькі частини почали завдавати контрударів з метою деблокувати оточений міський гарнізон. Після десяти днів напружених боїв з істотними втратами підрозділи 47-ї та 70-ї армій відтіснені, Ковельський гарнізон деблокований. За дорученням ВГК під Ковель прибуває Костянтин Рокоссовський. Він висловлює думку про недоцільність дальших наступальних дій. До 5 квітня німецько-радянська лінія фронту застигла східніше міст Ковель та Ратне.
Підрозділи 61-ї армії за 10 діб наступу змогли просунутися вглиб німецької оборони лише на 4-8 кілометрів по правому берегу річки Прип'ять східніше від Століна.

## Втрати сторін та наслідки операції
Командувач Другого Білоруського фронту втратив час зі штурмом Ковеля (переоцінив сили гарнізону, що тримав оборону) й не було створено сильного зовнішнього фронту оточення.
По закінченні невдалої наступальної операції підрозділи Другого Білоруського фронту, що брали участь у операції, ліквідовано, підпорядковані сили передані до складу Першого Білоруського фронту.
За радянськими даними, втрати військ Другого Білоруського фронту становили 11 232 людей, з них вбитими 2761. Німецькі втрати радянське керівництво оцінило в 10000, до 100 гармат та мінометів, 50 танків, 36 літаків.
Наслідком здійснення Поліської операції стало втілення тільки найближчих завдань наступу — виходу на рубіж Любешів — Камінь-Каширський — Ковель. Німецькі сили змогли утримати під своїм контролем усі великі населені пункти при лінії бойових дій.
У споминах радянського генералітету в заслуги проведенню Поліської операції ставиться відволікання німецьких сил при проведенні Першим Українським фронтом удару в напрямку Чернівців.